# Çakar
Çakar ist ein türkischer männlicher Vorname und Familienname mit der Bedeutung „der Leuchtende“.

## Namensträger

### Familienname
- Ahmet Çakar (* 1962), türkischer Fußballschiedsrichter
- Mahir Çakar (* 1945), türkischer Hornist
- Mert Çakar (* 1992), türkischer Fußballspieler
- Önder Çakar (* 19**), türkischer Drehbuchautor, Schauspieler und Produzent
- Yıldız Çakar (* 1978), türkisch-kurdische Autorin und Journalistin